# Osteoglossum
Osteoglossum es un género de peces de agua dulce osteoglosiformes de la familia Osteoglossidae. Sus 2 especies habitan en aguas cálidas del norte de América del Sur (en la cuenca del río Amazonas), y son denominadas comúnmente arawanas.

## Taxonomía
Este género fue creado originalmente en el año 1829 por el naturalista francés Georges Cuvier, para ubicar en él a la especie Ischnosoma bicirrhosum (hoy Osteoglossum bicirrhosum).
Durante más de 130 años fue considerado un género monotípico, hasta que en el año 1966 Robert H. Kanazawa describió una segunda especie: Osteoglossum ferreirai desde el río Negro.
Etimología
Etimológicamente el nombre genérico Osteoglossum se construye con palabras del idioma griego, en donde: osteon significa 'hueso' y glossa es 'lengua'.
Especies
Este género se subdivide en 2 especies:
- Osteoglossum bicirrhosum Cuvier (ex Vandelli), 1829 (arawana plateada)
- Osteoglossum ferreirai Kanazawa, 1966 (arawana negra)

## Generalidades
El género incluye peces grandes, de porte imponente gracias a su cuerpo en forma de alta lanza, su color plateado en la adultez y sus muy grandes escamas. Exhibe dos notables barbillas en la extremidad de la mandíbula inferior. Muestra alargadas aletas dorsal y anal que casi se fusionan con la aleta caudal. Los juveniles muestran reflejos azules y una barra de color amarillo-anaranjado. Su destacado porte hace que sean demandados como peces para habitar acuarios ornamentales. Su longitud alcanza los 90 cm de largo total; publicándose pesos de 6 kg.
Se adapta a entornos con bajos niveles de oxígeno. Su alimentación es omnívora con un amplio espectro trófico. Prefiere alimentarse de peces que nadan junto a la superficie, atacándolos desde abajo gracias a la posición superior de la boca. También puede realizar significativos saltos fuera del agua para capturar grandes insectos. El macho porta en su boca los huevos, larvas y alevinos.

## Distribución
Se distribuye en los cursos fluviales de Sudamérica cálida, en la cuenca del Amazonas y ríos atlánticos de las Guayanas, con poblaciones en Venezuela, Colombia, Ecuador, Perú y Brasil.